# Kevin Friesenbichler
Kevin Friesenbichler (ur. 6 maja 1994 w Weiz) – austriacki piłkarz, grający na pozycji napastnika w DSV Leoben. Były młodzieżowy i juniorski reprezentant Austrii w pięciu kategoriach wiekowych.
22 maja 2014 podpisał 4-letni kontrakt z mistrzem Portugalii – Benfiką Lizbona, a 22 sierpnia 2014 został wypożyczony na cały sezon do Lechii Gdańsk. W jej barwach zadebiutował 31 sierpnia 2014 w meczu 7. kolejki ekstraklasy sezonu 2014/15 przeciwko Ruchowi Chorzów (3:3), zdobywając przy okazji swoją pierwszą bramkę. Grę w Lechii zakończył w lipcu 2015 r. z bilansem 17 spotkań ligowych i 5 goli (ponadto wystąpił w 2 pojedynkach III-ligowej drużyny rezerw, w których zdobył 2 bramki). Ponownie zawodnikiem Lechii został w styczniu 2023 r., podpisując kontrakt ważny do 30 czerwca 2025.